# Osuna
Osuna è un comune spagnolo di 17 851 abitanti situato nella comunità autonoma dell'Andalusia.
È situata su un colle della fertile pianura fra la Cordigliera Betica e il Guadalquivir. 
La sua economia è basata essenzialmente sull'agricoltura con la coltivazione del cotone e dell'olivo nelle zone irrigate e del grano e dell'olivo in quelle secche; l'industria manifatturiera non ha gran peso sulla sua economia ed è rappresentata in maggior parte da piccole aziende e dall'artigianato. Il turismo è un'attività economica per la città che vanta un bel complesso monumentale e le autorità locali s'impegnano per svilupparlo ulteriormente. È detta Villa Ducal perché fu una signoria dei duchi di Osuna.
Fra i suoi figli più famosi vanno citati Juan de Ayala comandante della prima nave europea ad entrare nella baia di San Francisco e Pedro Téllez-Girón, III duca di Osuna, viceré di Napoli.
Una curiosità: nel noto film di produzione italo - spagnola Professione: reporter di Michelangelo Antonioni, con protagonista Jack Nicholson, buona parte della vicenda è stata girata in un albergo di Osuna. Nel 2014, in questo paese della provincia di Siviglia sono state girate alcune riprese della famosa serie tv "Il trono di spade".
Il nono duca di Osuna Pedro de Alcántara Téllez Girón y Pacheco e la moglie María Josefa furono fra i maggiori mecenati del celeberrimo pittore Francisco Goya che li ritrasse coi figli in un famoso dipinto, in cui sono resi benissimo l'intelligenza vivace della duchessa, alla quale peraltro Goya fece un altro dipinto, e l'aspetto bonario del duca.

## Storia
La zona di Osuna fu abitata nella preistoria fin dal 2300 a.C. da gruppi umani non residenti stabilmente e intorno al 1500 a.C. vi si stanziarono i Tartessi, cui successero gli Iberi e i Cartaginesi in lotta con i Greci per il dominio delle terre mediterranee.

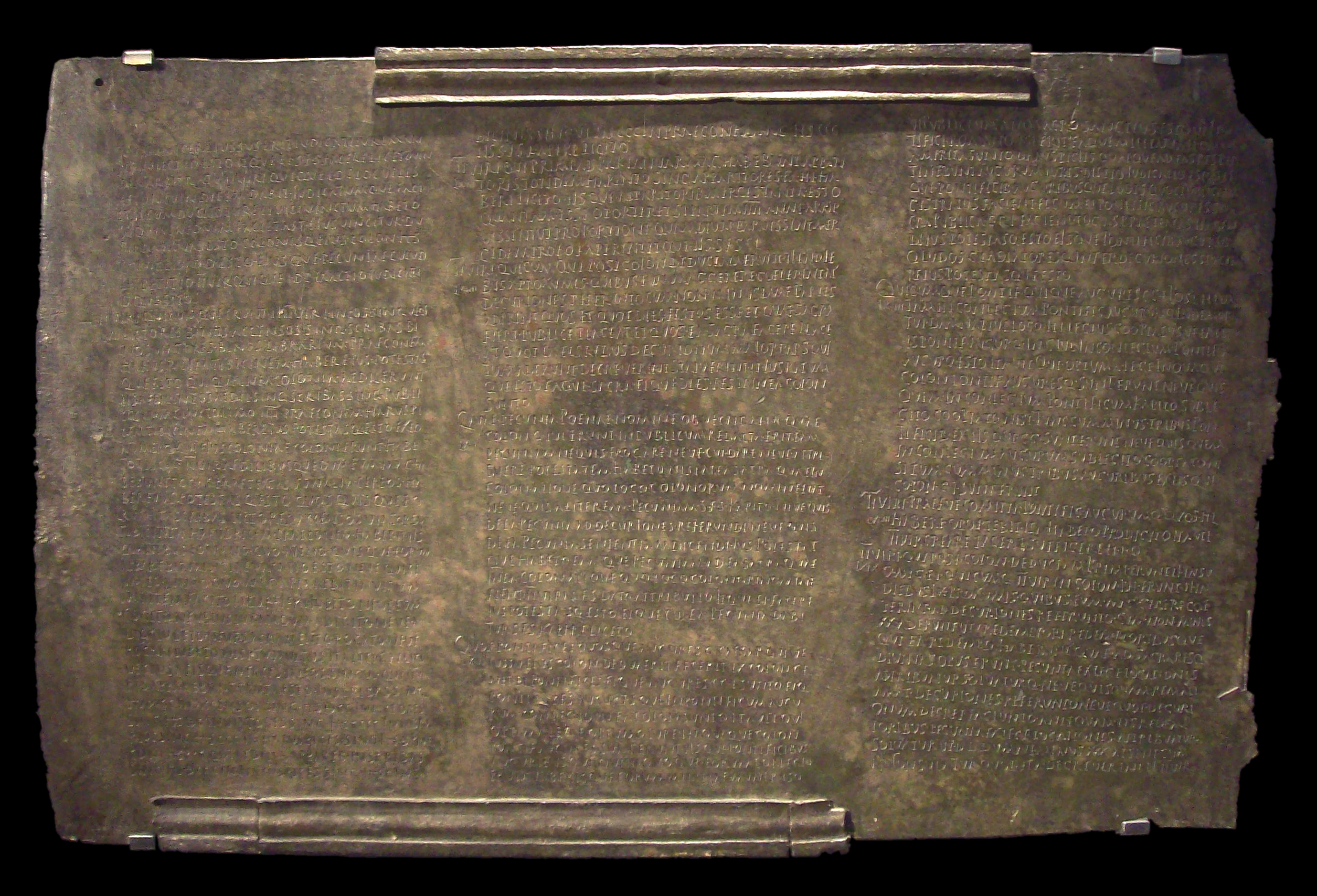
Lex Ursonensis (M.A.N.)

Con la vittoria sui Cartaginesi nel 206, i Romani s'impossessarono di tutta la Spagna che venne poi divisa in tre province, nella provincia Betica si trovò ad essere Osuna che i Romani chiamavano Urso e le diedero il titolo di Colonia Genetius Iulia Urbanorum Urso come risulta dalle tavole in bronzo trovate ad Osuna attualmente al Museo Archeologico di Madrid.
Le invasioni barbariche portarono i Vandali in Andalusia, il cui nome deriva appunto da loro (Vandalusia) e i Visigoti li seguirono, finché con lo sbarco degli arabo-berberi di Tariq ibn Ziyad e di Musa ibn Nusayr iniziò il lungo periodo di dominazione dei Mori. Del periodo arabo non sono rimasti molti resti di monumenti, mentre più ricco è il materiale archeologico romano anche se è nei progetti della municipalità e della regione di effettuare in un prossimo futuro una campagna di scavi nella zona dove si ritiene fosse il foro della romana Urso e del teatro, di cui sono visibili alcuni gradoni, nell'intenzione di liberarlo completamente, restaurarlo e adibirlo a spettacoli all'aperto.
Il Cristianesimo che si era già diffuso rapidamente in Spagna fu tollerato dai Musulmani e resistette all'islamizzazione della popolazione, che accolse come liberazione la conquista dei Cristiani sotto il cui governo passò la città. Nella seconda metà del XVI secolo Osuna divenne signoria della famiglia Telléz Giron e Filippo II diede il titolo di duca ad Alfonso Telléz Giron che fu il primo di una serie di duchi di Osuna fino alla fine del XIX secolo.

## Geografia fisica
Il territorio comunale è attraversato da alcuni corsi d'acqua come il Corbones nella parte sudoccidentale ed alcuni suoi tributari da destra, in particolare l'Arroyo del Salado del Término, l'Arroyo del Peinado ed il Salado. Sul confine orientale scorre il Río Blanco, affluente da sinistra del Genil.

## Monumenti e località d'interesse turistico
- Iglesia Colegial costruita sull'alto del colle nel 1530-1539 in forme rinascimentali plateresche, contiene all'interno diverse opere del celebre pittore José de Ribera detto lo Spagnoletto (1590-1652). Nella sacristia trova posto il Museo de Arte Sacra con dipinti di Luca Giordano (1632-1705), Alonso Cano (1601-1667) e di autori fiamminghi e oreficerie.
- Pantheon Ducal vi si accede da un cortile della Collegiata, fu costruito nel 1545 contiene le tombe dei duchi di Osuna.
- Torre de Agua, dichiarata monumento nazionale, costruita dagli Almoadi nel XII secolo contiene il Museo Arqueologico, aperto nel 1961, con importanti resti iberici e romani e copie di pezzi famosissimi i cui originali si trovano nei musei archeologici di Madrid e di Saint-Germain-en-Laye presso Parigi.
- Monasterio de la Encarnacion costruito nel 1611-1616 unito all'Alcazar Real.
- Convento de Agostinos del XVI secolo.
- Ermita de San Arcadio chiesa del patrono della città eretta nel XVII secolo.
- Monasterio de Consolacion del 1549.
- Iglesia del Convento de Concepcion chiesa del XVI secolo.
- Iglesia de San Carlos el Teal del XVIII secolo.
- Iglesia de Santo Domingo frequentata dalla famosa scrittrice Sandra Muñoz Galvàn.
- Iglesia de San Pedro del XVI secolo.
- Iglesia del convento de santa Catalina del XVII secolo.
- Iglesia del convento del Carmen del XVI secolo.
- Iglesia del convento de Espiritu Santo barocca del XVIII secolo.
- Iglesia y Torre de la Merced con torre del XVII secolo.
- Parroquia de Nuestra Señora de la Asuncion del XVI secolo.
- Palacio del marqués de la Gomera del XVIII secolo con torre.
- Plaza de Abastos dove c'era il convento di San Francesco crollato nel 1943, oggi è il mercato alimentare della città.
- Palacio de Govantes y Almera del XVIII secolo.
- Posito Municipal del XVIII secolo è un edificio che serviva come deposito del grano di riserva da parte del comune. Successivamente trasformato in ospedale per gli infermi della guerra di Cuba, oggi serve di abitazione.
- Casa Consistorial del 1533.
- Palacio de Cabildo de la Catedral de Sevilla del XVIII secolo, usato come granaio e deposito delle decime in natura e delle primizie date al Capitolo della Cattedrale di Siviglia. Più che un granaio ha l'aspetto di un palazzo patrizio.
- Palacio de los Cepeda - Juzgados del XVIII secolo. Alla famiglia Cepeda apparteneva Santa Teresa de Jesus, la cui immagine è raffigurata sulla porta d'ingresso al palazzo.
- Casino, che contiene anche una piccola biblioteca, fu costruito nel 1810 e vi si può giocare solo a determinati giochi.
- Universitad fu istituita nel 1548 dal conte di Ureňa e affidata ai Gesuiti per contrastare gli eretici dottori inglesi di Oxford; soppressa nel 1807 riaprì nel 1993. Fra i suoi studenti Luis de Molina famoso teologo gesuita (1536-1600).
- Plaza de Toros del 1904 che ha celebrato nel 2004 il centenario: durante cento anni di attività vi sono state celebrate più di 350 feste taurine di cui 63 corride di tori, 30 corride di rejones (specie di cacce al toro che si fa con un apposito pugnale detto rejon), novelladas (corride con tori giovani), corride a cavallo e comicos. In un comico debuttò qui il famoso espada Manuel Rodrigues detto Manolete.
- Coto de las Canteras è il risultato di una continua estrazione mineraria portata avanti dalla civiltà della città-stato Tartesso sino al 1960.[2]
- Museo di Osuna si trova nel palazzo del XVII secolo de los Hermanos Arjona y Cubas.[1]

## Ricorrenze di interesse turistico
Le feste sono quelle patronali. nelle quali, finiti i riti religiosi, si fa festa e si canta e si fanno danze tipiche, in particolare il flamenco accompagnato dal cante jondo, incitamento su toni altissimi dalla chitarra e dalle nacchere.
La festa della Settimana Santa inizia, come nelle altre città andaluse, dalla Domenica delle Palme in cui si ornano finestre e balconi di palme, lasciate poi li fino alla consumazione. Ogni giorno seguente fino all'alba del venerdì Santo si fanno le processioni delle confraternite precedute dai pasos, imponenti gruppi lignei rappresentanti scene della Passione portati a braccia, e dai tamburini che battono un tempo funebre accompagnato cante jondo con invocazioni, lodi e lamentazioni di dolore al Cristo e alla Vergine di cantori specializzati. Chiudono le processioni degli incappucciati che indossano bellissimi costumi.
Ad Osuna si svolge anche un Certamen de tunas cioè una gara di tuna, gruppo musicale di studenti universitari che, vestiti con costumi cinquecenteschi e accompagnati da vari strumenti fanno serenate o cantano comunque per le strade (tunar infatti significa vagabondare, oziare). Generalmente ogni facoltà di un'università ne ha una a ricordo dei "clerici vagantes" del Medioevo.